# Макромолекула
Это статья о свойствах и структуре макромолекул. Для видов см. полимеры.
Макромоле́кула — молекула с высокой молекулярной массой, структура которой представляет собой многократные повторения звеньев, образованных (в действительности или мысленно) из молекул малой молекулярной массы. Число атомов, входящих в состав макромолекул, может быть очень большим (сотни тысяч и миллионы).
Высокомолекулярными обычно считаются вещества, обладающие молекулярной массой более 103 Да. Достаточно ли велика молекулярная масса, для того чтобы молекула считалась макромолекулой, часто (но не всегда) можно определить по следующему критерию: если добавление или удаление одного или нескольких звеньев не влияет на молекулярные свойства, молекула может считаться макромолекулой; такой критерий оказывается неудачным для макромолекул, свойства которых существенно зависят от особенностей их строения, например, в случае биополимеров).
Синонимами термина «макромолекула» являются «полимерная молекула» или «мегамолекула».
Термин «макромолекула» введён химиком Германом Штаудингером в 1922 г.

## Конформации
Под полимерным клубком понимается не то же, что под смотанным клубком ниток. Полимерный клубок (англ. coil) больше напоминает спутанную нить, образованную случайными пинками разматывающейся катушки по комнате. Полимерный клубок непрерывно меняет свою конформацию (пространственную конфигурацию). Типичная форма клубка на вид похожа на траекторию броуновского движения (частный случай, так называемый идеальный клубок, описывается теми же уравнениями). Образование клубков происходит в силу того, что полимерная цепь на некотором расстоянии (статистический сегмент) «теряет» информацию о своем направлении. Соответственно, о клубке можно говорить тогда, когда контурная длина цепи значительно превышает длину статистического сегмента.
Глобулярная конформация полимерной цепи представляет собой плотную конформацию, при которой объемная доля полимера сравнима с единицей (если доля полимера близка к единице, глобула называется плотной; если же объемная доля полимера хоть и сравнима, но заметно меньше единицы, то говорят, что глобула рыхлая). Глобулярное состояние реализуется, когда взаимодействие звеньев полимера друг с другом и с окружающей средой (например, раствором) приводит к взаимному притяжению звеньев.